# Louis Vierne

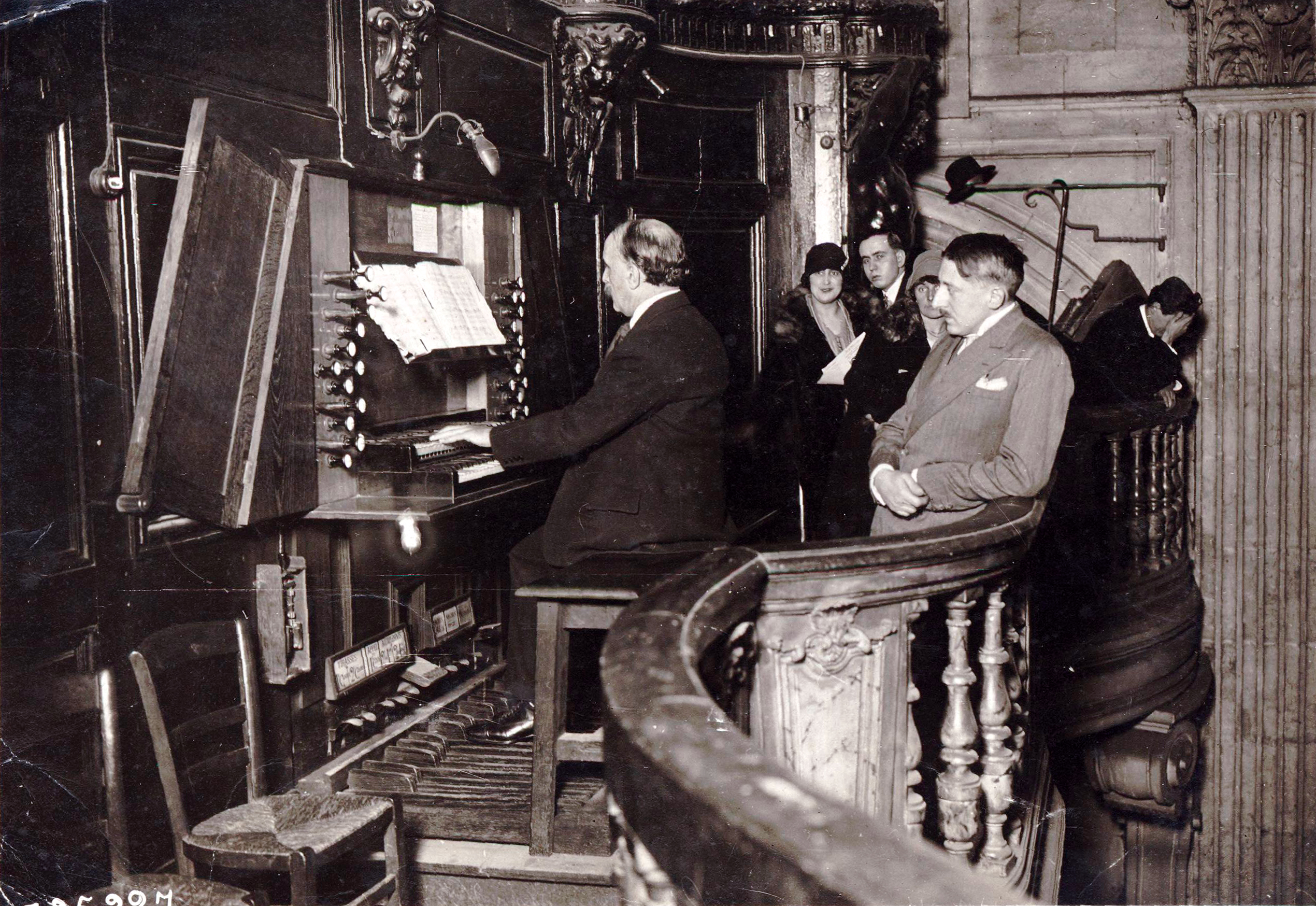
Louis Vierne vid orgeln i Saint-Nicolas-du-Chardonnet (1927).

Louis Victor Jules Vierne, född 8 oktober 1870 i Poitiers, Frankrike, död 2 juni 1937 i Paris, var en fransk organist och tonsättare.

## Biografi
Vierne var nästintill blind från födseln, men blev trots (eller på grund av) detta en av Frankrikes mest firade organister och pedagoger.
Vid sju års ålder började han ta pianolektioner. Vid nio års ålder fick han på nära håll en demonstration av orgeln i Saint Maurice och blev så imponerad att han intensifierade pianoövandet, fast besluten att börja spela orgel.
År 1880 flyttade familjen till Paris, och Viernes farbror Charles Colin tog med honom till en konsert med orgelvirtuosen César Franck. När han senare blev Francks elev skall han ha sagt: ”Vid tio års ålder hörde jag en konsert med er i Sainte-Clotilde och jag dog nästan av lycka!” År 1881, vid 11 års ålder, började han på Institution Nationale des Jeunes Aveugles, där han ägnade sig intensivt åt piano-, orgel- och violinspel. Detta hindrade honom dock inte från att vinna priser för kunskaper i historia och geografi. År 1888 tog han examen vid institutet med toppbetyg.
1889 kom han in på konservatoriet i Paris och blev elev till César Franck. Redan året därpå dog dock Franck och ersattes av Charles-Marie Widor, som nu blev Viernes lärare. År 1892 blev Vierne biträdande organist till Widor i Saint-Sulpice-kyrkan. 1894 blev Vierne assisterande lärare på konservatoriet. År 1898 skrev Vierne sin första orgelsymfoni (opus 14). Ett år senare äktade han sångerskan Arlette Taskin, som han 1909 skildes från.
År 1900 dog Eugène Sergent, som var organisten i Paris domkyrka, Notre-Dame, och ersättaren valdes ut genom en tävling. 50 kandidater godkändes att deltaga och efter finalkonserten med fem organister den 21 maj valdes Louis Vierne enhälligt till ny huvudorganist (organiste titulaire) i Notre-Dame. Han stannade på sin post i 37 år.
Efter ett komplicerat benbrott 1906 var Vierne tvungen att öva upp sin pedalteknik från början; 1907 fick han en livshotande tyfusinfektion, några år senare grön starr och blev slutligen fullständigt blind. Han blev känslomässigt djupt påverkad av separationen och skilsmässan från sin hustru och både hans bror René och hans son Jacques dog på slagfältet under första världskriget. Trots det företog Vierne konsertresor i Europa och Förenta staterna.
Ehuru han innehade den mest prestigefyllda organisttjänsten i Frankrike, var Notre-Dame-orgeln i dåligt skick under större delen av hans tid där. Omsider genomförde han en konsertturné i Nordamerika för att samla in pengar till orgelrestaureringen. Turnén som innefattade konserter på den berömda Wanamakerorgeln i Philadelphia och dess mindre systerinstrument,  Wanamaker Auditorium-orgeln i New York, var väldigt framgångsrik, om ock resan tog på hans krafter.
Under sin 1 750:e konsert i Notre-Dame dog Vierne oväntat av ett slaganfall medan han satt på orgeln. Hans närmaste elev, Maurice Duruflé, var närvarande och assisterade Vierne under den sista konserten.
Förutom ovan nämnde Duruflé kan bland hans elever nämnas Lili Boulanger, Nadia Boulanger och Gaston Litaize.

## Verkförteckning

### Musik för orgel
- Allegretto, op. 1 (1894)
- Prélude funèbre i c-moll, op. 4 (1896)
- Communion op. 8 (1899)
- Orgelsymfoni nr 1 i d-moll, op. 14 (1898–99)
- Orgelsymfoni nr 2 i e-moll, op. 20 (1902/03)
- Orgelsymfoni nr 3 i fiss-moll, op. 28 (1911)
- Messe basse för orgel eller harmonium, op. 30 (1912)
- 24 pièces en style libre för orgel eller harmonium, op. 31 (1913)
- Orgelsymfoni nr 4 i g-moll, op. 32 (1914)
- Orgelsymfoni nr 5 i a-moll, op. 47 (1923–24)
- 24 Pièces de fantaisie
  - Première suite op. 51 (1926)
  - Deuxième suite op. 53 (1926)
  - Troisième suite op. 54 (1927), med den berömda Carillon de Westminster
  - Quatrième suite op. 55 (1927)
- Triptyque op. 58 (1929–31):
  - Matines
  - Communion
  - Stèle pour un enfant défunt
- Orgelsymfoni nr 6 i h-moll, op. 59 (1930)
- Messe basse pour les défunts för orgel eller harmonium, op. 62 (1934)

### Musik för piano
- Deux pièces pour piano, op. 7 (1895?)
  - Impression d'automne
  - Intermezzo
- Suite bourguignonne, op. 17 (1899)
  - Aubade
  - Idylle
  - Divertissement
  - Légende
  - Angélus du soir
  - Danse rustique
  - Clair de lune
- Trois Nocturnes, op. 34 (1916)
- Douze Préludes, op. 36 (1914–15)
- Cloches funèbres, op. 39 (1917–18)
  - 1. Cloches dans le cauchemar (försvunnen)
  - 2. Le Glas
- Silhouettes d'enfants, op. 43 (1916)
  - 1. Valse
  - 2. Chanson
  - 3. Divertissement
  - 4. Barcarolle
  - 5. Gavotte dans le style ancien
- Solitude, op. 44 (1918)
  - 1. Hantise
  - 2. Nuit blanche
  - 3. Vision hallucinante
  - 4. Ronde des revenants
- Ainsi parlait Zarathoustra, op. 49 (1922, ofullbordad)

### Kammarmusik
- Deux pièces för cello eller viola och piano, op. 5
  - 1. Le Soir (ca 1894)
  - 2. Légende (1895)
- Largo et Canzonetta för oboe och piano, op. 6 (1894?)
- Stråkkvartett i d-moll, op. 12 (1894)
- Violinsonat i g-moll, op. 23 (1906)
- Rapsodi i g-moll för harpa, op. 25 (1909)
- Cellosonat i h-moll, op. 27 (1910)
- Pianokvintett i c-moll, op. 42 (1917)
- Soirs étrangers för cello och piano, op. 56 (1928)

### Övriga verk
- Messe solennelle i ciss-moll för kör och två orglar, op. 16 (1900)
- Praxinoë för solister, kör och orkester, op. 22 (1903–05)
- Symfoni i a-moll för orkester, op. 24 (1907–08)
- Psyché för sopran och orkester, op. 34 (1914)
- Les Djinns för sopran och orkester, op. 35 (1912)
- Éros för sopran och orkester, op. 37 (1916)
- Spleens et détresses för sopran och piano (eller orkester), op. 38 (1916)
  - 1. Dans l'interminable ennui'
  - 2. Un grand sommeil noir
  - 3. Spleen
  - 4. Promenade sentimentale
  - 5. A une femme
  - 6. Sérenade
  - 7. Le son du cor
  - 8. Sapho
  - 9. Les faux beaux jours
  - 10. Marine
- Dal Vertice för tenor och orkester, op. 41 (1917)
- Marche triomphale pour le centennaire de Napoléon för orgel, 3 trumpeter, 3 tromboner och puka, op. 46 (1921)
- Poème för piano och orkester, op. 50 (1926)
- Les Angélus för röst och orgel (eller orkester), op. 57 (1930–31)
  - 1. Au Matin
  - 2. A Midi
  - 3. Au Soir
- Ballade du désespéré för tenor och orkester, op. 61 (1931)

## Musikexempel
|  |
|  |

|  |
|  |

|  |
|  |